# Avenue du Général-Dubail
L'avenue du Général-Dubail est une voie du 16e arrondissement de Paris, en France.

## Situation et accès

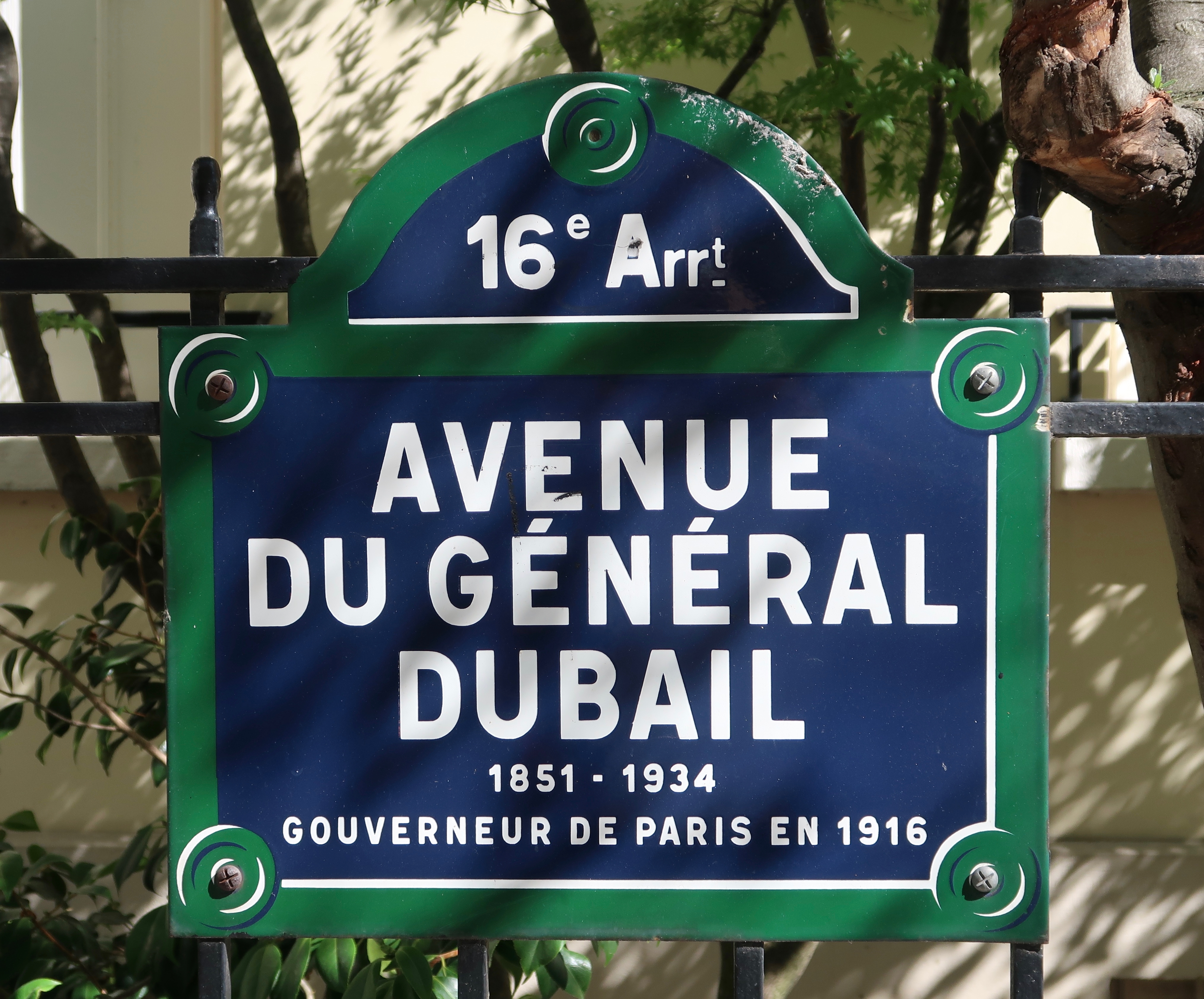
Plaque.

L'avenue du Général-Dubail est une voie publique située dans le 16e arrondissement de Paris. Elle débute au 23 bis, rue de l'Assomption et se termine au 1, place Rodin.
Le quartier est desservi par la ligne 9, aux stations Jasmin et Ranelagh.

## Origine du nom

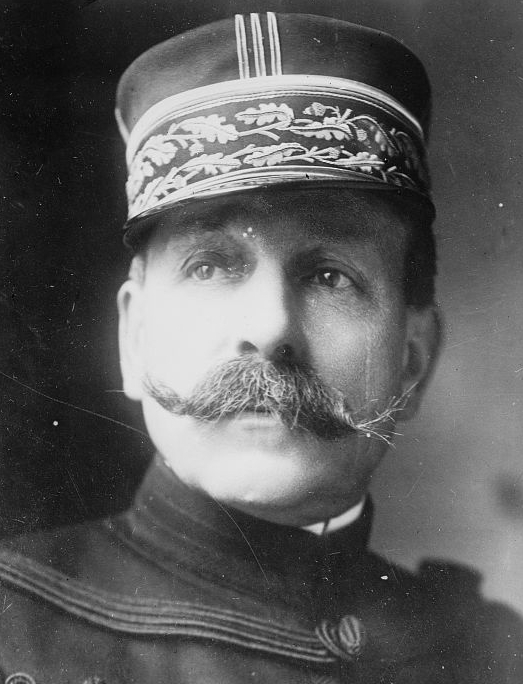
Le général Augustin Dubail.

Elle porte le nom du général français Auguste Dubail (1851-1934).

## Historique
La voie a été ouverte sur les anciens terrains du couvent des religieuses de l'Assomption en 1928 et est lotie et bâtie dans les années 1930.